# Lugovoie (Primórie)
|  | Per a altres significats, vegeu «Lugovoie». |

Lugovoie (en rus: Луговое) és un poble del krai de Primórie, a l'Extrem Orient de Rússia, que en el cens del 2010 tenia 187 habitants.